# ماري لورانس
ماري لورانس (بالإنجليزية: Mary Lawrence)‏ هي نحّاتة أمريكية، ولدت في 1868 في نيويورك في الولايات المتحدة، وتوفيت في 1945.